# Altöttingi Mária-kegytemplom
Az Altöttingi Mária-kegytemplom II. János Pál pápa szerint Németország legelső Mária-kegyhelye, mely a 15. században kezd a zarándokok célpontjává válni. Németország legtöbb zarándokot vonzó kegytemploma, évente 1 millió ember keresi fel. Bajorországban, Altötting városában található.

## Kegytemplom története
A kegytemplom legrégebbi része az a nyolcszögletű torony, melyet a 700-as években emeltek, és Németország legrégebbi centrális elrendezésű épületének ismernek. Keresztelőkápolna volt, melyet Szűz Mária tiszteletére szenteltek. Úgy vélik, Salzburgi Szent Rupert püspöke itt keresztelte meg az első bajor herceget, és ő az aki a pogány templomból keresztény szentélyt alakít át. A nyolcszögletű toronyhoz két csodálatos (1489) eset után építették a templom hajót, melyet 1494-ben fejeztek be. 1517-ben építik hozzá azt a fedett árkádos kápolna-körbejárós folyosót, amelynek belső tetőzetére, és oldalfalaira hálájukat kinyilvánító zarándokok helyeztettek festményeket évszázadok során, mely mára 2000 darab feletti számban sorakoznak egymás mellett.
Egy 64 centiméter kora gótikus szobor hársfa szobor érkezett a templomba, melynek keletkezését burgundi, vagy Felső-Rajna területére teszik. A szobor a gyermeket tartó Madonnát álló helyzetben ábrázolja.
A városban egy másik templomot is építettek, ami a fokozódó Mária-tiszteletet viszi tovább. "Maria Hilf" - azaz Segítő Mária, - templomnak szentelték 1987-ben

## Csodák

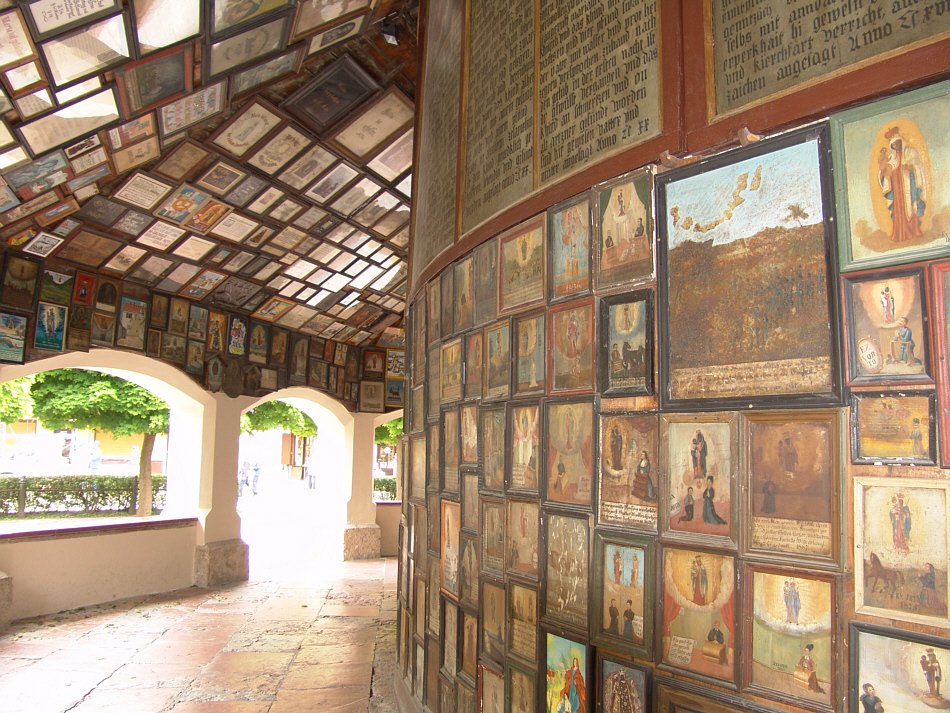
A zarándokok hálaképei.

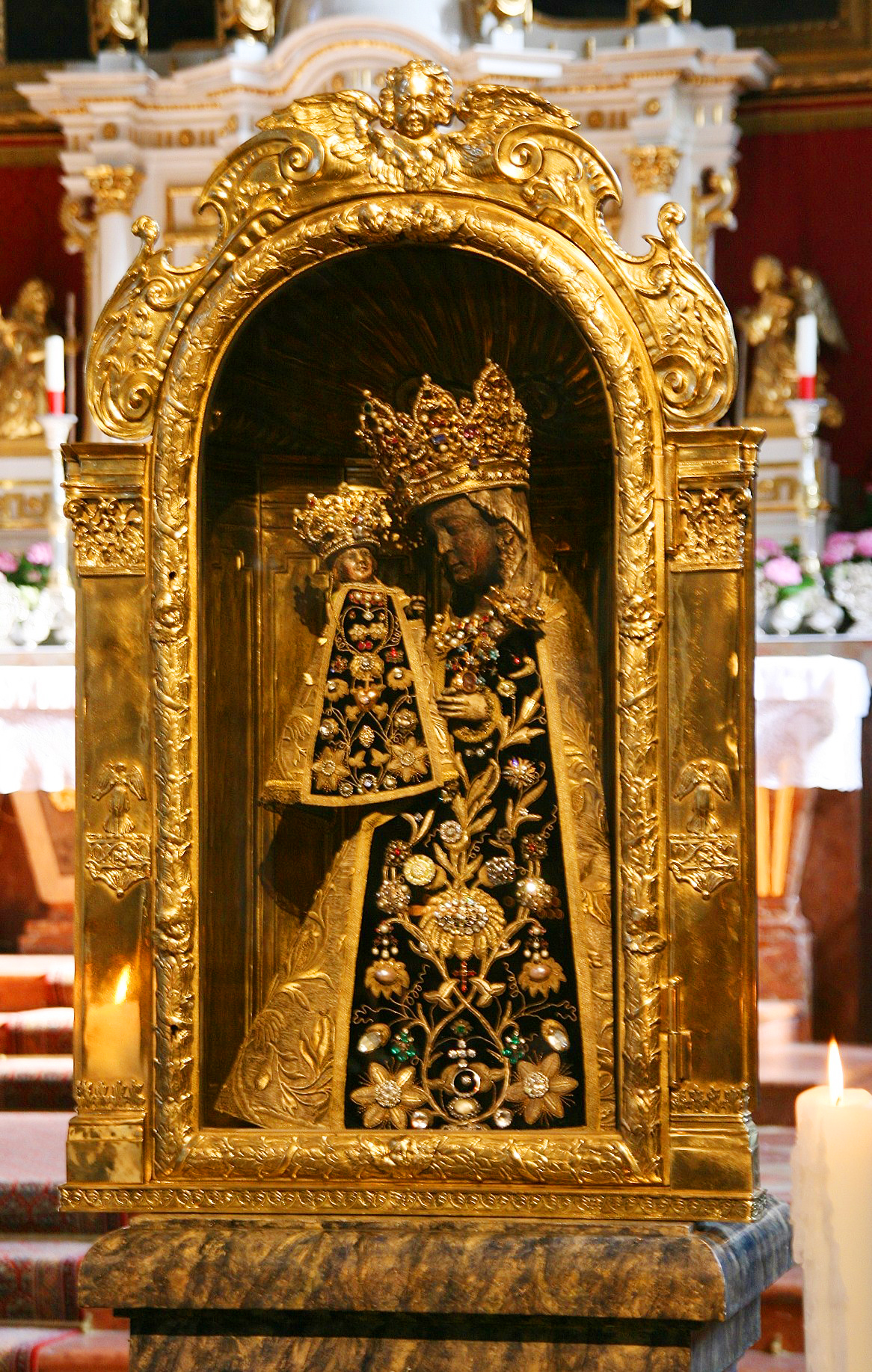
A Fekete Madonna, a kegytemplomban

1489-ben belefulladt egy hároméves kisfiú a Mörnbach patakba. Édesanyja a Mária-kápolnába vitte, és a halott kisfiú életre kelt. Ugyanabban az évben egy szénásszekér ütött el egy fiút akivel szintén így jártak el. Az évszázadok során számos gyógyulást tulajdonítottak a kegyhelynek, melyeket a gyógyulók kegykép megfestetésével hálálnak meg. 2000-et meghaladja az itt elhelyezett hálaajándékok.

## Temetkezések
Három test van eltemetve a templomban és 300 év alatt 28 szív ereklye gyűlt össze. Ez utóbbiból egy császár, VII. Károly német-római császár, 6 király, 3 választófejedelem szíve található itt. Kevesebb mint a fele nem látható, mert szív alakú urnákba süllyesztették a föld alá. 14 urnába 15 szív a falba helyezett fülkékben találhatóak.
Fülkében látható ereklyék:
- 1. VII. Károly német-római császár (1697–1745), dupla urna, feleségének, Mária Amália osztrák főhercegnő (1701–1756) szívével
- 2. III. Miksa bajor választófejedelem (1727–1777)
- 3. Károly Tivadar pfalzi és bajor választófejedelem (1724–1799)
- 4. I. Miksa bajor király (1756–1825)
- 5. II. Miksa bajor király (1811–1864)
- 6. I. Lajos bajor király (1786–1868)
- 7. II. Lajos bajor király (1845–1886)
- 8. Mária királynő (1825-1889), II. Miksa király felesége.
- 9. Ottó bajor király (1848–1916)
- 10. Habsburg–Estei Mária Terézia Henrietta főhercegnő (1849–1919), III. Lajos bajor király felesége.
- 11. III. Lajos bajor király (1845–1921)
- 12. Luxemburgi Antónia (1899–1954), Rupprecht bajor koronaherceg felesége
- 13. Rupprecht bajor koronaherceg (1869–1955)
- 14. Mária Anna Leopoldine Henrietta de La Tour d’Auvergne (1708–1728), Károly Tivadar választófejedelem anyja
- 15. Mária Franciska Dorottya pfalz-sulzbachi hercegnő (1724–1794), I. Miksa bajor király anyja

## Pápai látogatások
Szent II. János Pál pápa 1980. november 15-19-ig tartózkodott itt és kinyilvánította, hogy Altötting legyen Németország első Mária-kegyhelye. A várost Bajorország szívének nevezte.
2006. szeptember 11-én XVI. Benedek pápa zarándokolt Altöttingbe, és odahelyezte püspöki gyűrűjét. A gyűrű ma a jogart tartó Szűzanya szobrára van helyezve. 2008-ban újabb ajándékot kapott a pápától egy magas kitüntetésnek számító Arany Rózsát.